# Westlicher Borneo-Gibbon
Der Westliche Borneo-Gibbon (Hylobates abbotti) ist eine auf Borneo endemische Primatenart aus der Familie der Gibbons (Hylobatidae). 
Die Dayak nennen das Tier Penguak und in einer anderen lokalen Sprache wird es Kelampiau genannt.

## Verbreitung

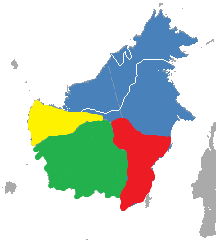
Gelb, das Verbreitungsgebiet des Westlichen Borneo-Gibbons

Sie kommt im Westen der Insel in einem tortenstückförmigen Gebiet vor, das nördlich des Flusses Kapuas liegt, im Zentrum bis zum Müllergebirge reicht und damit den größten Teil der indonesische Provinz Kalimantan Barat, sowie den äußersten Westen des malaysischen Bundesstaates Sarawak umfasst.

## Merkmale
Der schwanzlose Westliche Borneo-Gibbon erreicht ein Gewicht von 5,5 bis 6 kg (Weibchen) bzw. 5,9 bis 6,4 kg (Männchen). Er ist mittelgrau gefärbt. Kopfoberseite und Bauch sind etwas dunkler. Hände und Füße haben die gleiche Farbe wie der übrige Körper. Die Haare auf der Kopfoberseite verlaufen fächerförmig von der Stirn nach hinten und sind über den Ohren deutlich länger.

## Lebensraum und Lebensweise
Die Affenart lebt in primären und sekundären Laubwäldern und tropischen immergrünen Wäldern, oft mit einem hohen Bestand an Flügelfruchtgewächsen. Sie kann auch in selektiv gerodeten Wäldern überleben, sofern genug fruchttragende Bäume übrig geblieben sind. Wie die meisten Gibbons ernähren sich Westliche Borneo-Gibbons von reifen Früchten, jungen Blättern, Blüten und Insekten. Detaillierte Forschungen zu Ernährung, Sozialverhalten und Fortpflanzung gibt bei dieser Art bisher nicht.

## Systematik
Der Westliche Borneo-Gibbon wurde 1929 durch den englischen Zoologen Cecil Boden Kloss als Hylobates cinereus abbotti erstbeschrieben. Lange Zeit galt er als Unterart des Grauen Gibbons. Nach neueren morphologischen und genetischen Untersuchungen ist er jedoch eine eigenständige Art. Sein Verbreitungsgebiet überlappt an den Rändern mit denen der drei übrigen Gibbonarten von Borneo. In Zentralborneo hybridisiert der Westliche Borneo-Gibbon mit dem Weißbartgibbon (H. albibarbis).
Der Artzusatz im wissenschaftlichen Namen ehrt den US-amerikanischen Naturforscher William Louis Abbott.